# Ochsenheimeria capella
Ochsenheimeria capella is een vlinder uit de familie spitskopmotten (Ypsolophidae). De wetenschappelijke naam is voor het eerst geldig gepubliceerd in 1860 door Moschler.
De soort komt voor in Europa.